# Edwin Habel
Michael Richard Edwin Habel (* 1. Januar 1875 in Berlin; † 30. Dezember 1945 in Berlin-Friedrichshagen) war ein deutscher mittellateinischer Philologe und Studienrat.
Habel war Studienrat für mittellateinische Philologie in Berlin. Zusammen mit dem Berliner Philologen und Studienrat Friedrich Gröbel hat er das „Mittellateinische Glossar“ erstellt und 1931 erstmals herausgegeben. Dieses mittellateinisch-deutsche Wörterbuch verdankt sein Entstehen den preußischen Lehrplänen von 1925, die zum ersten Mal die Lektüre der lateinischen Literatur des Mittelalters in die Gymnasien einführten. Die 2. Auflage des Werkes wurde im Wortbestand unverändert über viele Jahre hinweg, letztmals 2008, unverändert nachgedruckt. Das Werk mit seinen mehr als 10.000 mittellateinischen Lemmata gilt bis heute als unentbehrliches Hilfsmittel für das Quellenstudium der mittelalterlichen Geschichte inklusive der Kirchen-, Rechts- und Literaturgeschichte. Habel war Schüler des mittellateinischen Philologen Karl Strecker, der die 2. Auflage des Glossars kritisch sichtete.

## Edwin Habel, Friedrich Gröbel (Hrsg.):Mittellateinisches Glossar

### Originalauflagen des Werkes
- 1. Auflage, Paderborn 1931 (Schöningh)
- 2. Auflage, Paderborn 1959 (Schöningh) und öfter

### Letzter Nachdruck der 2. Auflage des Werkes
- 2. Auflage (= Uni-Taschenbücher. Band 1551), Paderborn 2008 (Schöningh), ISBN 9783825215514.